# Wiktor Przyjemski
Wiktor Przyjemski (ur. 23 maja 2005 w Bydgoszczy) – polski żużlowiec.
Wychowanek klubu Polonia Bydgoszcz, od sezonu 2024 zawodnik klubu Motor Lublin.

## Kariera sportowa
Licencję żużlową w klasie 250 cm³ uzyskał 24 kwietnia 2019 w Grudziądzu, natomiast licencję „Ż” (uprawniającą do startów we wszystkich rozgrywkach żużlowych) zdobył 30 lipca 2020 w Toruniu. W rozgrywkach ligowych zadebiutował po ukończeniu 16. roku życia, podczas rozegranego 30 maja 2021 w Bydgoszczy meczu I ligi żużlowej Abramczyk Polonia Bydgoszcz – Orzeł Łódź, odnosząc zwycięstwo w swoim pierwszym biegu. Pod koniec 2021 zwyciężył w cyklicznym turnieju o Łańcuch Herbowy miasta Ostrowa Wielkopolskiego, stając się najmłodszym triumfatorem w jego ponad 70-letniej historii. W 2022 zajął III m. w rozegranym w Ostrowie Wielkopolskim finale turnieju o Srebrny Kask. Awansował również do cyklu Grand Prix 2 (IMŚJ), zajmując IV m. w turnieju eliminacyjnym w Gislaved. W pierwszym z trzech finałowych turniejów zajął w Pradze XVI m.. W lipcu 2022 r. zdobył w Rydze (wspólnie z Oskarem Paluchem i Franciszkiem Karczewskim) złoty medal mistrzostw Europy par juniorów, a w Vojens – tytuł drużynowego mistrza świata juniorów. W 2023 złoty medalista indywidualnych mistrzostw Europy juniorów (Gorzów Wielkopolski), drużynowych mistrzostwa świata juniorów (Ryga) oraz drużynowych mistrzostw Europy juniorów (Mâcon).
W dniu 2 lipca 2022 r. zdobył pierwszy w karierze komplet punktów w meczu ligowym (15 pkt w 5 biegach, przeciwko H. Skrzydlewska Orzeł Łódź).
W sezonie 2022 członek kadry narodowej juniorów. W tym samym roku zadebiutował w reprezentacji Polski w towarzyskim meczu przeciwko Reszcie świata, zdobywając w Bydgoszczy 7 punktów (+2 bonusy) w 5 biegach. W turnieju o Brązowy Kask 2023 (BK) zdobył złoty medal.
Wiktor Przyjemski w początkowym okresie swojej kariery był zdobywcą następujących medali mistrzostw Polski i innych żużlowych rozgrywek:
- Indywidualne Mistrzostwa Polski 85–125 cm³ w Miniżużlu 2018 – złoty medal
- Indywidualny Puchar Polski 250 cm³ w Miniżużlu 2019 – brązowy medal
- Indywidualny Puchar Ekstraligi 250 cm³ 2019 – złoty medal
- Drużynowe Mistrzostwa Polski Juniorów na Żużlu 2021 – srebrny medal (gościnnie w barwach klubu Motor Lublin)[17].

## Starty w rozgrywkach ligowych
Statystyki w rozgrywkach ligowych w Polsce w poszczególnych latach:
| Rok  | Liga       | Zespół                      | Mecze | Biegi | Śr. biegowa | Śr. meczowa | Miejsce | Medal           |
| ---- | ---------- | --------------------------- | ----- | ----- | ----------- | ----------- | ------- | --------------- |
| 2021 | I liga     | Abramczyk Polonia Bydgoszcz | 9     | 35    | 1,743       | 6,00        | 32      |                 |
| 2022 | I liga     | Abramczyk Polonia Bydgoszcz | 18    | 75    | 2,200       | 8,33        | 6       |                 |
| 2023 | I liga     | Abramczyk Polonia Bydgoszcz | 16    | 76    | 2,500       | 11,44       | 1       |                 |
| 2024 | Ekstraliga | Motor Lublin                | 20    | 67    | 2,060       | 6,10        | 13      | złoty medal DMP |